# Rautaciosul adolescent
Răutăciosul adolescent é um filme de comédia dramática romeno de 1969 dirigido e escrito por Gheorghe Vitanidis e Nicolae Breban. 
Foi selecionado como representante da Romênia à edição do Oscar 1970, organizada pela Academia de Artes e Ciências Cinematográficas.

## Elenco
- Ioana Bulcă
- Iurie Darie - Palaloga
- Virgil Ogasanu
- Irina Petrescu - Ana
- Horea Popescu
- Zizi Serban